# Bosfauna in Nederland
Bosfauna is een verzamelnaam voor alle diersoorten die in meer of mindere mate voor hun bestaan afhankelijk zijn van bos. Nederland heeft relatief weinig bos (ruim 10% van het landoppervlak), maar het is het biotoop voor veel diersoorten.

## Inleiding
Veel diersoorten zijn essentieel voor het functioneren van bosecosystemen. De daar aanwezige flora en fauna zijn wederzijds van elkaar afhankelijk. Goed ontwikkelde bossen zijn complexe ecosystemen, niet alleen in het tropisch regenwoud maar ook in de gematigde zone. Door hun grote variatie aan milieus zijn ze van groot belang voor de bosfauna. Volgens sommige opvattingen zouden bossen ook in grote delen van Nederland de natuurlijke climaxvegetatie vormen, met stabiele en soortenrijke ecosystemen. In de loop der eeuwen zijn praktisch alle oorspronkelijke bossen in Nederland verdwenen. In de huidige, door de mens aangelegde bossen is de bosontwikkeling nog volop gaande.
Bossen herbergen veel afzonderlijke milieus die elk van groot belang zijn voor een breed scala aan diersoorten. Zo zijn in Nederland meer dan 2500 soorten geleedpotigen direct afhankelijk van bossen. Voor zweefvliegen gaat het om ruim 200 van de 330 Nederlandse soorten. Van zeventien soorten amfibieën is de vuursalamander vooral aan bos gebonden; van de zeven soorten reptielen is de hazelworm een bosbewoner. Van de 192 vogelsoorten die regelmatig in Nederland broeden zijn er 33 strikt aan bos gebonden. Verder is ook ongeveer een derde van de Nederlandse zoogdieren, 23 soorten, als aan bos gebonden te beschouwen. Naast deze strikt bosgebonden diersoorten zijn er ook soorten die zowel in bossen als in andere ecosystemen voorkomen. Diverse soorten maken gebruik van meerdere boshabitats, waardoor het van belang is dat bossen gevarieerd zijn.
De aan bos gebonden soorten kunnen onderscheiden worden naar de mate waarin zij invloed hebben op het bosecosysteem:
- Soorten die gebonden zijn aan bos en grote invloed uitoefenen op de structuur en het functioneren van het bosecosysteem: bosvormende soorten;
- Soorten die weinig invloed op het bosecosysteem hebben maar wel geheel of deels gebruik maken van boshabitats: bosgebruikende soorten.

## Bosvormende diersoorten
Bosvormers zijn diersoorten die in staat zijn hun omgeving dermate te beïnvloeden dat zij de structuur, het functioneren en/of de soortensamenstelling van het bos veranderen. Deze diersoorten worden ook wel sleutelsoorten of biobouwers genoemd. Wanneer deze soorten verdwijnen betekent dit dat er voor veel andere soorten ook geen geschikt leefgebied meer aanwezig is. Hierdoor kunnen de biodiversiteit en het functioneren van het bossysteem sterk afnemen.

### Grote vrijlevende herbivoren
Grote vrijlevende herbivoren drukken hun eigen unieke stempel op het bos. Elk van deze diersoorten biedt levensmogelijkheden aan gemeenschappen van gespecialiseerde flora en fauna. Het kan hierbij gaan om soorten die afhankelijk zijn van mest, kadavers, betreding, afgegraasd terrein of opengewoelde grond. In Nederland waren bever, wild zwijn, ree, damhert, edelhert, eland, tarpan, oeros en wisent oorspronkelijk inheems. Daarnaast komen enkele exotische grazers voor, zoals moeflon, schaap en geit. Bever, wisent en eland stierven in Nederland uit en de oeros en tarpan zijn zelfs wereldwijd verdwenen.
Om toch hun sleutelrol in het systeem terug te brengen worden vaak runderen en paarden uitgezet die genetisch dicht bij de oeros of de tarpan staan. Daarnaast is de bever na een succesvol herintroductieprogramma weer aanwezig en leeft de wisent weer in drie omheinde natuurterreinen in Nederland.
Grote herbivoren zijn op basis van hun graasgedrag onder te verdelen in snoeiers, grazers, variabele eters en paardachtigen. Snoeiers eten voornamelijk de jonge uitlopers en knoppen van bomen en struiken, waardoor ze alleen in hoge dichtheden een bepalende invloed hebben op de bosverjonging. Elanden en reeën zijn hier voorbeelden van. Grazers zijn op grassen gespecialiseerde herkauwers, zoals runderen (waaronder wisent) en schapen. Variabele eters gedragen zich wisselend als snoeier en grazer. Bijvoorbeeld herten eten in het voorjaar jonge scheuten en grassen en in de winter naast gras vooral houtige gewassen. Ook zijn ze in staat om bomen te schillen waardoor deze afsterven. Tot slot zijn er nog de paardachtigen, die door de aanwezigheid van tanden aan de bovenkaak in staat zijn om de vegetatie bij de grond af te vreten.
Wilde zwijnen en bevers vallen buiten deze onderverdeling. Wilde zwijnen woelen de grond om op zoek naar voedsel, waardoor pioniervegetaties en bosverjonging een kans krijgen. Bevers zijn in staat om complete bomen om te knagen. Zij kunnen een grote invloed uitoefenen op het bossysteem door beekjes af te dammen, waardoor kleine stuwmeren ontstaan waarin talloze moerasplanten kunnen groeien.
Verder zijn er nog enkele kleinere wilde herbivoren die lokaal en bij een hoge dichtheid een grote invloed kunnen uitoefenen op de bosontwikkeling. Hieronder vallen het wild konijn en diverse soorten muizen zoals de bosmuis en de rosse woelmuis.

### Carnivoren
De aantallen, de ruimtelijke verspreiding en de invloed die grote en kleine vrijlevende herbivoren uitoefenen op het bossysteem worden mede gereguleerd door carnivoren. De belangrijkste inheemse carnivoren waren oorspronkelijk wolf, lynx en bruine beer. Deze soorten zijn  in het verleden uitgestorven in Nederland, maar sinds 2018 is de wolf als vaste bewoner teruggekeerd. Daarnaast komen in de Nederlandse bossen andere roofdieren voor die invloed hebben op de aantallen kleine herbivoren. Dit zijn de wilde kat, die sinds 2014 weer terug is, de vos, marterachtigen zoals de boommarter en roofvogels en uilen.
De aanwezigheid van grote roofdieren kan volgens de theorie van de 'ecologie van de angst' het complete bosbeeld veranderen. Volgens deze theorie zullen grazers zelden in het centrale gedeelte van een wolventerritorium komen. Als ze er wel zijn, zullen ze meer tijd besteden aan observeren dan aan eten. Door dit fenomeen krijgt bosverjonging hier een betere kans, terwijl het landschap aan de rand van een wolventerritorium juist een meer open karakter krijgt. Ook hebben bodembroedende bosvogels zoals houtsnip en nachtzwaluw betere overlevingskansen in de kern van een wolventerritorium, omdat kleinere carnivoren zoals de vos deze kerngebieden eveneens mijden.

### De mens
Ook de mens kan beschouwd worden als bosvormer. Door het uitvoeren van beheermaatregelen is de mens in staat om de ontwikkeling van het bossysteem te sturen in de gewenste richting. Door bosbouwkundige en natuurtechnische maatregelen uit te voeren, kan hij bepaalde soortgroepen bevoordelen ten opzichte van andere. Met die maatregelen beïnvloedt hij terreineigenschappen zoals: nat-droog, licht-donker, voedselrijk-voedselarm, structuurrijk-structuurarm, waardoor hij de soortensamenstelling en de algehele biodiversiteit in een bosgebied kan bijsturen. Naarmate hij voor een meer  heterogene gebiedsinrichting kiest, kan het bos een grotere diversiteit aan specifieke habitats herbergen, waardoor de biodiversiteit kan toenemen.

### Overige diersoorten die invloed hebben op het bos
Ook andere diersoorten die in en rond bossen voorkomen, kunnen een zekere invloed hebben op het bosecosysteem. Het bos is voor zijn voortbestaan afhankelijk van een breed scala aan aangepaste diersoorten die het systeem draaiende houden. Indien het systeem incompleet of verstoord is kan dit verschillende problemen met zich meebrengen. Deze variëren van insectenplagen - bij gebrek aan (habitats voor) natuurlijke vijanden - tot verminderende bosgroei bij gebrek aan voldoende bodemfauna. Andere belangrijke processen zijn bestuiving (door diverse insecten) en zaadverspreiding (door vogels, zoogdieren).

## Bosgebruikende diersoorten

### Soorten van boomkronen
Boomkronen vormen een belangrijk habitat in het bosecosysteem. Hier worden bladeren, bloesem en vruchten geproduceerd, waardoor er veel energierijk voedsel voorhanden is. Afhankelijk van de boomsoort kunnen er vele honderden soorten insecten voorkomen. De eik is in Nederland de bosboom met de meeste soortspecifieke insecten, namelijk 423 soorten. Enkele voorbeelden hiervan zijn  kleine wintervlinder, grote wintervlinder, tweestreepvoorjaarsuil, kleine voorjaarsuil, plakker en de beruchte eikenprocessierups. Behalve bladetende insecten zijn bestuivers zoals hommel- en wilde bijensoorten ruim vertegenwoordigd in de kroonlaag, wanneer  deze in bloei staat en de hoofdboomsoort van het bos niet uit windbestuivers bestaat. Enkele voorbeelden van boomsoorten die bekend staan om hun bijenrijkdom zijn robinia, wilg en linde. In goede bladluizenjaren kunnen ook naaldbossen rijk zijn aan bijen. De bladluizen scheiden honingdauw af die door de bijen in de honing wordt verwerkt. Deze honing wordt vaak als boshoning verkocht.
De rijkdom aan insecten zorgt ervoor dat veel insectenetende zangvogels in het bos kunnen leven. Doordat deze vogelsoorten elk insecten eten uit verschillende delen van de boomkronen, kunnen er diverse soorten naast elkaar voorkomen. Bekende voorbeelden hiervan zijn koolmees en pimpelmees. De pimpelmees is net wat lichter dan de koolmees, waardoor hij de insecten van de hoogste en dunste takjes kan eten, terwijl de koolmees iets dikkere takjes nodig heeft om op te staan. Iets dergelijks geldt ook voor fitis en tjiftjaf. Naast insectenetende vogelsoorten zijn ook zaadeters ruim vertegenwoordigd in de kroonlaag. Vinkensoorten zoals vink, goudvink en appelvink zijn hier goede voorbeelden van. In lariksbossen vinden we ook de kruisbek, die door zijn gekruiste snavel in staat is om zaden uit de larikskegels te eten. Ook zoogdieren zoals de eekhoorn zoeken de kroonlaag op om boomvruchten te eten.
Deze dieren zijn op hun beurt prooi voor andere dieren. Roofvogels zoals sperwer en havik jagen in de boomkronen op zangvogels. Eekhoorns vallen vaak ten prooi aan boommarters.

### Soorten van hout en schors
De laag die eigenlijk nergens expliciet genoemd staat, maar toch in ieder bos aanwezig is, wordt gevormd door de stammen van levende bomen tussen de struiklaag en de kroonlaag. Het faunistisch belang van deze verticale stammen is direct afhankelijk van de boomsoort. Boomsoorten met een ruwe schors herbergen meer insecten en houtetende geleedpotigen dan bomen met een gladde bast. Enkele veel voorkomende soorten zijn ruwe pissebed, eikenprachtkever en dennenscheerder. Sommige houtkeversoorten zoals de letterzetter kunnen in zeer hoge dichtheden voorkomen, waardoor ze grote arealen bos kunnen doen afsterven. Dit gebeurt echter alleen wanneer de vitaliteit van een bosgebied sterk is verminderd. Het aantal verzwakte bomen kan dan zo toenemen dat de keverpopulatie groot genoeg wordt om ook gezonde bomen aan te tasten.
Enkele insectenetende vogelsoorten zijn speciaal aangepast aan het foerageren op staande boomstammen. De boomklever, boomkruiper en taigaboomkruiper zijn hier enkele voorbeelden van. Een vogelgroep die ook tot de sleutelsoorten gerekend zou kunnen worden, de spechten, creëert holtes in dode en ook levende boomstammen, waardoor deze geschikt worden voor gebruik door andere diersoorten. Een voorbeeld is de zwarte specht, die zijn nestholte maar een keer gebruikt. Onder andere de boommarter, bosuil en holenduif maken dankbaar gebruik van de verlaten nestholten. Van de grote bonte specht zijn de verlaten nestholten vooral in trek bij de boomklever.

### Soorten van de ondergroei
Bossen die voor het grootste gedeelte uit lichtboomsoorten bestaan, hebben een onderetage of ondergroei met struikgewas en jonge bomen. Deze laag bestaat meestal uit een struiklaag en daaronder een kruidlaag en een moslaag. Evenals voor de boomkronen geldt voor de struiklaag dat er voedsel in overvloed is, zoals vruchten, bladeren en bloesem. Jonge bomen in de struiklaag hebben nog geen vruchten en zaden. Vruchtdragende struiksoorten zoals wilde lijsterbes en sporkehout hebben deze wel. In de struiklaag komen ook vele insectensoorten voor. Talloze bladmineerders, spanners en keversoorten vinden hier hun habitat. Ook wanneer de struiklaag volledig uit uitheemse soorten bestaat, zoals de Amerikaanse vogelkers, zijn er aangepaste insectensoorten aanwezig zoals het vijfstippelig struikhaantje.
In de ondergroei vinden we ook bodembroedende vogelsoorten en vogelsoorten die in struiken nestelen. De vogelsoorten van de struiklaag zijn te verdelen in insecteneters, zaad- en vruchteters en variabele eters. Voorbeelden van de laatste groep zijn de tuinfluiter, merel en roodborst.
Veel voorkomende zoogdieren van de struik- en kruidlaag zijn muizen, zoals bosmuis en rosse woelmuis. Ook komen er hazen en konijnen voor. Een dichte kruidlaag biedt bescherming tegen roofdieren zoals vos, havik en sperwer. Verder komen plaatselijk kleine marterachtigen voor zoals wezel en  hermelijn. Ook de bunzing is als muizen- en amfibieënjager een belangrijke predator in de ondergroei.

### Soorten van bosranden
Wanneer bosranden zo worden beheerd dat er door periodiek maaien, afzagen of begrazen een geleidelijke overgang ontstaat naar het naastliggende open terrein, kan er een zogeheten mantel-zoomvegetatie met een hoge biodiversiteit ontstaan. Ook in natuurlijke situaties, waar de naastgelegen open plek open blijft door bijvoorbeeld beeklopen, kan een dergelijke bosrand voorkomen.
Een goed ontwikkelde mantelvegetatie bestaat uit struweel en vormt als het ware de 'schil' van lager blijvende houtige plantensoorten die het bos omgeeft. Liaanplanten zoals wilde kamperfoelie en braam, en struiken als meidoorn en sleedoorn komen hier voor. Wat soorten betreft is de mantel enigszins vergelijkbaar met de struiklaag in bossen, maar er komen vooral soorten voor die niet tegen de beschaduwing van het gesloten bos kunnen. In de mantel leven insecten als gehakkelde aurelia, sleedoornpage en grote groene sabelsprinkhaan. Deze worden gegeten door vogels zoals braamsluiper, grasmus en sprinkhaanzanger. In de mantel bevinden zich zoogdiersoorten afkomstig uit zowel het bos als de zoomvegetatie. Specifiek in Zuid-Nederland komen twee soorten slaapmuizen voor die gebonden zijn aan bosranden: de hazelmuis en de eikelmuis.
De zoom bestaat uit een meerjarige begroeiing met hoge al dan niet bloeiende kruiden. Voor bestuivende insecten zoals bijen en vlinders kan een goed ontwikkelde zoom van groot belang zijn. Met name wanneer aangrenzend open terrein een agrarisch beheer kent en al vroeg in het jaar wordt gemaaid, zijn deze insecten aangewezen op de zoom als nectarbron. Enkele algemeen voorkomende soorten zijn oranjetipje, landkaartje en aardhommel. Een bekende vogelsoort van boszomen is de kneu die distelzaden en insecten eet. Zoogdieren van bosranden zijn onder andere kleine marterachtigen zoals wezel en hermelijn, maar ook insectenetende zoogdieren zoals egel, bosspitsmuis en dwergspitsmuis.

### Soorten van open plekken
Open plekken en lichte plekken in het bos vormen een apart biotoop. Ze kunnen ontstaan door houtkap maar ook  op meer natuurlijke wijze door storm, ziekte, brand, erosie en vraat. Veel planten en dieren zijn aan dit biotoop aangepast. In natuurlijke bossen bestaat ongeveer 15% uit open terrein. Op deze open plekken heerst een meer extreem klimaat met ’s nachts lagere en overdag hogere temperaturen dan in het gesloten bos. Koudbloedige dieren die in de ochtenduren moeten opwarmen om actief te worden, gebruiken dergelijk terrein om sneller op temperatuur te komen. Dit geldt voor de hazelworm, een pootloze hagedis, de levendbarende hagedis en de zandhagedis. Daarnaast zijn er veel, soms bedreigde, insectensoorten zoals de veldkrekel en de krasser, die open plekken benutten om op te warmen. Op open plekken zijn ook meer bloeiende plantensoorten aanwezig dan in het gesloten bos. Hierdoor worden bestuivende insecten zoals boomhommels aangetrokken, evenals dagvlinders zoals bruine eikenpage en kleine vuurvlinder. Ook insecten zoals rode bosmieren en sociale wespen hebben een voorkeur voor lichte plekken, bosranden en open terrein voor hun nesten.
De reptielen en insecten van open plekken trekken foeragerende vogels aan. De wespendief graaft wespennesten uit en de zwarte specht foerageert op houtmieren die in stobben leven. Ook zijn er vogelsoorten die alleen in de directe nabijheid van open plekken broeden. Voorbeelden hiervan zijn boompieper, geelgors, nachtzwaluw en gekraagde roodstaart. Ook grote vrijlevende herbivoren zoals reeën en edelherten benutten open plekken om te foerageren. Deze diersoorten zijn in staat open plekken langere tijd open te houden, waardoor dit biotoop aanwezig blijft in het bossysteem.

### Soorten van dood hout
Een bekende slogan van veel bosbeheerders is 'Dood hout leeft'. Waar dood hout voorheen veelal werd opgeruimd, komt het sinds de jaren 1980 steeds meer voor in onze bossen. Voor de biodiversiteit als geheel is dit van groot belang. Een dode boom bevat meer levende cellen, in de vorm van schimmels, mossen, insecten(larven), eencelligen en bacteriën, dan een levende boom. Het kernhout van levende bomen bestaat immers louter uit dode houtvezels. Dode bomen vormen een constant veranderend ecosysteem, en aan ieder stadium van afbraak zijn weer andere soorten schimmels, planten en dieren aangepast. Circa 40 tot 50% van de bosgebonden fauna blijkt in meer of mindere mate afhankelijk van dode bomen. Dood hout is dus een belangrijk element voor de bosfauna in bosgemeenschappen.
Alle groepen ongewervelden kennen zogeheten saprobionte soorten, oftewel soorten die aan dood plantaardig materiaal en dood hout zijn gebonden. Mijten, cicaden, springstaarten, pissebedden en kevers zijn slechts enkele voorbeelden hiervan. Wanneer de bosbodem zelf erg zuur is, zoals op de droge zandgronden van Nederland en België, vormt dood hout voor veel insecten het enige geschikte leefgebied. En die saprobionte geleedpotigen trekken vogels, spitsmuizen, vleermuizen en roofinsecten aan. Tal van mierensoorten komen enkel in dood hout voor, waaronder Nederlands grootste inheemse mierensoort, de gewone reuzenmier. Wanneer dood hout nog overeind staat, is de ecologische waarde hoger dan wanneer het al op de bosbodem ligt, omdat er dan ook nog nestgelegenheid in aanwezig is voor vogels en vleermuizen. Vogelsoorten zoals de bonte vliegenvanger gebruiken staande stammen om in te nestelen. Niet alleen voor vogels en vleermuizen maar ook voor insecten is dood hout als nestplaats van belang. Solitaire bijen en wespen gebruiken oude kevergangen in dood hout om eitjes te leggen in zelf aangelegde stuifmeelvoorraden of al aanwezige keverlarven. De tronkenbij staat er om bekend voornamelijk in stobben te nestelen en tal van sluipwespen prikken met hun legboor door zacht dood hout heen om eitjes te leggen in boktorlarven.

### Soorten van strooisel, humus en bodem
Het faunistisch belang van de bosbodem hangt samen met het moedermateriaal eronder. Indien een bos groeit op een kalkrijke kleigrond zijn er talloze soorten geleedpotigen en gaat de strooiselafbraak erg snel. Maar indien het bos op droge en zure zandgronden ligt, zoals in het grootste gedeelte van het Nederlandse bos het geval is, zijn het vooral schimmels die de afbraak van strooisel verzorgen en gaat deze vele malen minder snel.
Ook is van belang hoe de bodem wordt beheerd. Wanneer men boswerkzaamheden uitvoert met zware machines zoals harvesters, kan bodemverdichting optreden met alle negatieve gevolgen van dien. De bodem kan tot twee meter diepte verdichten waardoor jonge bomen vroeg kunnen afsterven. Met name naaldbomen kunnen ook gevoeliger worden voor windworp wanneer ze niet diep kunnen wortelen. Verdichte bodems bevatten daarnaast nauwelijks zuurstof, waardoor veel bodemfauna stikt. Bodemverdichting kan op rijkere gronden ongedaan worden gemaakt door regenwormen die de bodem weer loswoelen. De meeste Nederlandse bossen zijn echter op arme zandgronden gelegen, en daar kan alleen strenge vorst ervoor zorgen dat de verdichting weer enigszins afneemt. Bodemverdichting kan worden beperkt door machines tijdens boswerkzaamheden vaste routes te laten rijden. Dan wordt de verdichting tot deze routes beperkt en blijft het grootste deel van de bosbodem intact.
Niet alleen de grondsoort en het beheer, maar ook de boomsoorten die in een bosgemeenschap voorkomen bepalen de strooiselkwaliteit en daarmee de bodemgesteldheid van een gebied. Boomsoorten als de zomereik en de beuk verzuren de bodem, terwijl esdoorn en linde juist zorgen voor goed afbreekbaar, calciumrijk strooisel. De strooisellaag is als het ware de plaats waar al het ‘afval’ uit het bossysteem door bodemfauna en schimmels wordt omgezet in minerale voedingsstoffen, die deels dieper in de bodem inspoelen en via de wortels weer worden gebruikt door de vegetatie.
Een belangrijke eigenschap van strooisel is dat het de vorst tempert. Een strooisellaag is dus van groot belang voor overwinterende koudbloedige dieren. Salamanders en kikkers gebruiken de strooisellaag om in te overwinteren. Geleedpotigen zoals spinnen, duizendpoten, miljoenpoten, pissebedden, springstaarten, wantsen en kevers gebruiken de strooisellaag en de humuslaag om zich in te verschuilen. Landpissebedden, oorwormen en miljoenpoten zijn afhankelijk van dood blad en ander organisch materiaal in de strooisellaag. De uitwerpselen van deze soortgroepen worden vervolgens door schimmels afgebroken en omgezet in voor planten opneembare mineralen. De aanwezigheid van zowel bodemfauna als schimmels is dus cruciaal voor het voortbestaan van het bossysteem als geheel. Wanneer de bodemfauna niet op orde is, hoopt het strooisel zich op, waardoor de bodem kan verzuren.

### Soorten van paddenstoelen
In Nederland komen 10.064 schimmelsoorten voor, waarvan er 9744 inheems zijn. Een aanzienlijk deel hiervan is gebonden aan bosbodems en dood hout. Veel schimmels maken vruchtlichamen die we kennen als paddenstoelen. Deze vormen tijdelijke habitats waar veel diersoorten van afhankelijk zijn.
Diverse kever-, vliegen- en vlindersoorten zijn direct gebonden aan paddenstoelen op dood hout. Dit zijn voedselspecialisten die nergens anders voorkomen. De meeste hiervan komen voor in buisjeszwammen en in mindere mate in plaatjeszwammen. Het zijn zeer specifieke leefgemeenschappen waar nog weinig onderzoek naar is gedaan. Zo blijken de vruchtlichamen van tonderzwammen maar liefst 23 keversoorten te herbergen die hiervan afhankelijk zijn. Een van de gevonden soorten was nieuw voor Nederland (Bolitophagus reticulatus) en een andere soort was zelfs nieuw voor de wetenschap (Cleruchus polypori).

### Soorten van mierennesten
Het belang van mierenhopen voor de ecologie van het bossysteem mag niet worden onderschat. Nederland telt 16 soorten bosgebonden mierensoorten, waarvan het grootste deel zijn nest maakt in hout. De meest bekende bosgebonden mierensoorten zijn de rode bosmieren, onderverdeeld in de soorten zwartrugbosmier, behaarde bosmier en kale bosmier. 
Mierennesten kunnen eveneens beschouwd worden als ecosystemen met een hele levensgemeenschap aan gebonden diersoorten. Wereldwijd komen naar schatting ruim 10.000 van mierennesten afhankelijke diersoorten voor, myrmecofielen genaamd, die tot zeker honderd verschillende geslachten van ongewervelde dieren behoren. Hiervan komt een fractie ook in Nederland voor. We vinden hier diverse soorten wantsen die uitsluitend in mierenhopen leven. Ook vogels zoals de draaihals en de groene specht zijn voor hun voortbestaan direct afhankelijk van de aanwezigheid van voldoende mieren.

### Soorten van (oude) vogelnesten
Vogelnesten – in gebruik of in onbruik geraakt - vormen een biotoop op zich. Diersoorten die vogelnesten bewonen, profiteren ofwel van de vogels zelf door erop te parasiteren, ofwel van de grote hoeveelheid organisch materiaal in het nest: veren, poep, nestmateriaal en voedselresten.
In de omgeving van Vianen is onderzoek gedaan naar insectensoorten in 16 nestkasten; hierin bleken 904 individuen van maar liefst 14 verschillende orden voor te komen. De vogelvlo is een voorbeeld van een gevonden soort die parasiteert op vogels die nesten hebben gebouwd. Ook is een aantal soorten microvlinders en spiegelkevers aangetroffen die afhankelijk zijn van het organisch materiaal uit de nesten. Op het plantaardig materiaal in vogelnesten leeft een aantal schimmelsoorten, die op hun beurt weer voedsel zijn voor geleedpotigen als zilvervisjes, stofluizen en miljoenpoten. Deze soorten geleedpotigen worden vervolgens bejaagd door predatoren zoals oorwormen, pseudoschorpioenen en spinnen, met als resultaat dat de aantallen van bovengenoemde soortgroepen worden gereguleerd.

### Soorten van stilstaand en stromend open water
Open water komt slechts in beperkte mate voor in het boslandschap. In gebieden met keileem in de ondergrond of in lager gelegen gebieden komt soms nog grondwater aan de oppervlakte. In de loop der geschiedenis hebben mensen op meer plaatsen vennen, zoelen en poelen aangelegd ten behoeve van landschappelijke schoonheid of om grofwild aan te trekken voor de jacht. Het voorkomen van open water wordt echter al decennialang bedreigd door verdroging en ontwatering. Deze habitat vormt een soortenrijke component van het bossysteem. Met name  op droge zandgronden zoals de Veluwe werken kleine vennen en poeltjes als een magneet op de grotere zoogdieren, vogels en insecten.
Schaduwrijke bospoelen vormen een belangrijk biotoop voor tal van insecten. In de Nederlandse Natura 2000-gebieden wordt deze biotoop steeds schaarser door boskap op de oevers van vennen om andere soorten te bevorderen. Libellensoorten zoals pantserjuffers, grote keizerlibel en blauwe glazenmaker hebben echter een voorkeur om hun eitjes af te zetten in schaduwrijke poelen. Macrofauna als waterpissebed, vlokreeft, talloze waterkevers, waterwantsen, muggen- en vliegenlarven zijn ook afhankelijk van dergelijke poelen. De meeste amfibieën hebben echter een meer zonnige poel nodig. Alpenwatersalamander, bruine kikker en kamsalamander zijn enkele voorbeelden van amfibieën die in meer zonbeschenen poelen in (de nabijheid van) bossen zijn te vinden.
Naast poelen vinden we ook veel beken, met name op de Veluwe en in Zuid-Limburg. Op de Veluwe en elders legde men ook sprengen aan voor menselijk gebruik. Anders dan in poelen komt in beken ook een aantal specifieke vissoorten voor. Het bermpje, de elrits, de kleine modderkruiper, beekdonderpad en beekprik zijn enkele voorbeelden van typische beekvissen. Daarnaast komt in Zuid-Limburg zeer sporadisch nog de vuursalamander voor, een aan bronnen en beken gebonden amfibie die door een schimmelinfectie met uitsterven wordt bedreigd. Wat betreft de macrofauna zijn larven van diverse soorten haften, steenvliegen en schietmotten (kokerjuffers geheten) afhankelijk van beeklopen. Ook zijn enkele andere insectensoorten aan bosbeken gebonden, waaronder de zeldzame bosbeekjuffer en in deels open gebieden ook de weidebeekjuffer. Deze soorten trekken insectenjagers aan zoals watervleermuis, waterspitsmuis en amfibieënjagers zoals ringslang en bunzing.
Indien bosvennen van voldoende formaat zijn kunnen ook watervogels hier tot broeden komen, zoals wilde eend, meerkoet, dodaars en waterhoen. Langs stromende bosbeken kunnen vogelsoorten worden gevonden die (deels) afhankelijk zijn van beekvissen, waarvan de ijsvogel de meest bekende vertegenwoordiger is. Een andere vogelsoort die is gebonden aan snelstromende beken, de waterspreeuw, wordt steeds vaker als wintergast in Nederland aangetroffen. Deze vogelsoort heeft het voornamelijk voorzien op macrofauna en niet zoals de ijsvogel op beekvissen.

### Soorten van vochtige plekken
Behalve vennen en poelen zijn er ook bostypen waar het water ondiep in de bodem voorkomt. Deze bossen zijn onder te verdelen in ooibossen, die langs de grote rivieren voorkomen en veelal uit wilgen en populieren bestaan, en broekbossen. Deze laatste zijn onder te verdelen in berkenbroekbossen die vooral in hoogvenen voorkomen en elzenbroekbossen die vooral in laagvenen en beekdalen voorkomen. Deze natte bostypen hebben een geheel eigen soortensamenstelling. Fitis en tjiftjaf komen er vaak massaal voor; in de struiklaag broeden nachtegalen en in de boomlaag wielewalen. Ook soorten als aalscholver, blauwe reiger, purperreiger en in het verleden de zwarte ooievaar broeden in deze natte bostypen. Wat betreft de zoogdieren zijn otter (dier), bever (dier) en van oorsprong eland belangrijke soorten.

### Soorten die zowel bos als andere biotopen gebruiken
In tegenstelling tot bovenbeschreven soorten, die ofwel in bossen, ofwel daarbuiten kunnen leven, zijn er ook soorten die voor hun levensbehoeften van meer dan een biotoop afhankelijk zijn. Diverse vogels, zoogdieren en insecten gebruiken bossen slechts voor bepaalde levensbehoeften, maar hebben ook andere milieus nodig om te overleven, zoals grasland of water. Ze zijn dus niet strikt bosgebonden, maar ze zouden ook niet kunnen overleven bij de volledige afwezigheid van bossen.
De das is bijvoorbeeld voor zijn burcht afhankelijk van dichte (bos)vegetaties die de burcht beschutting bieden. Hij is voor zijn voedselvoorziening echter aangewezen op voedselrijke, goed bemeste droge graslanden met een hoge dichtheid aan regenwormen. Ook de buizerd en de ransuil zijn voor hun nestgelegenheid afhankelijk van bossen, terwijl ze op veldmuizen foerageren in open graslanden. Daarnaast zijn er insecten zoals de grijze zandbij die op open zandpaden in de bodem nestelen, maar van wilgenbossen afhankelijk zijn vanwege de nectar- en stuifmeelvoorziening.